# فرانچسکو بنینیو
فرانچسکو بنینیو (ایتالیایی: Francesco Benigno؛ زادهٔ ۴ اکتبر ۱۹۶۷) بازیگر و خواننده اهل ایتالیا است.
از فیلم‌هایی که وی در آن‌ها نقش داشته‌است، می‌توان به معجزه ایتالیایی، تا ابد مری، بال‌های زندگی، اجساد ممتاز و پسران حاشیه‌نشین اشاره نمود.